# هيورى بوشتشان
هيورى بوشتشان (مواليد 31 مايو 1994) هو لاعب كرة قدم أوكراني لعب كحارس مرمى في نادي دينامو كييف. ثم انتقل لحراسة مرمى نادي الشباب السعودي خلفا للكوري الجنوبي كيم سيونج جيو.

## روابط خارجية
- هيورى بوشتشان على موقع الاتحاد الدولي (مؤرشف)  (الإنجليزية)
- هيورى بوشتشان على موقع الاتحاد الأوربي (الإنجليزية)
- هيورى بوشتشان على موقع اتحاد أوكرانيا (الإنجليزية)
- هيورى بوشتشان على موقع إي إس بي إن إف سي (الإنجليزية)
- هيورى بوشتشان على موقع قاعدة بيانات كرة القدم.إي يو (الإنجليزية)
- هيورى بوشتشان على موقع ناشيونال فوتبول تيمز (الإنجليزية)
- هيورى بوشتشان على موقع Soccerbase.com (لاعب) (الإنجليزية)
- هيورى بوشتشان على موقع Soccerway.com (الإنجليزية)
- هيورى بوشتشان على موقع عالم كرة القدم.نت (الإنجليزية)
- هيورى بوشتشان على موقع AS.com (الإسبانية)